# Discografia degli Stone Sour
La discografia degli Stone Sour, gruppo musicale alternative metal statunitense, è costituita da cinque album in studio, due album dal vivo, tre EP e oltre dieci singoli, pubblicati tra il 2002 e il 2019.
Nel corso della loro carriera, il gruppo ha pubblicato inoltre 17 video musicali.

## Album

### Album in studio
| Anno                                                                          | Titolo | Classifiche | Classifiche | Classifiche | Classifiche | Classifiche | Classifiche | Classifiche | Classifiche | Classifiche | Classifiche | Classifiche | Certificazioni                 |
| Anno                                                                          | Titolo | USA         | AUS         | FRA         | GER         | IRL         | ITA         | NLD         | NZ          | SWE         | SWI         | UK          | Certificazioni                 |
| ----------------------------------------------------------------------------- | --- | ----------- | ----------- | ----------- | ----------- | ----------- | ----------- | ----------- | ----------- | ----------- | ----------- | ----------- | ------------------------------ |
| 2002                                                                          | Stone Sour - Pubblicato: 27 agosto 2002 - Etichetta: Roadrunner - Formati: CD, CD+DVD, download digitale                  | 46          | —           | 131         | 94          | —           | —           | —           | —           | —           | —           | 41          | - UK: Oro - USA: Oro           |
| 2006                                                                          | Come What(ever) May - Pubblicato: 1º agosto 2006 - Etichetta: Roadrunner - Formati: CD, CD+DVD, 2 LP, download digitale   | 4           | 21          | 56          | 18          | 33          | 48          | 33          | 31          | 30          | 25          | 27          | - CAN: Oro - UK: Oro - US: Oro |
| 2010                                                                          | Audio Secrecy - Pubblicato: 7 settembre 2010 - Etichetta: Roadrunner - Formati: CD, CD+DVD, 2 LP, download digitale       | 6           | 6           | 29          | 3           | 19          | 89          | 16          | 12          | 10          | 7           | 6           | - UK: Argento                  |
| 2012                                                                          | House of Gold & Bones Part 1 - Pubblicato: 23 ottobre 2012 - Etichetta: Roadrunner - Formati: CD, 2 LP, download digitale | 7           | 13          | 58          | 7           | 30          | 75          | 30          | 12          | 12          | 8           | 13          |                                |
| 2013                                                                          | House of Gold & Bones Part 2 - Pubblicato: 9 aprile 2013 - Etichetta: Roadrunner - Formati: CD, 2 LP, download digitale   | 10          | 4           | 71          | 3           | 49          | —           | 47          | 6           | 25          | 6           | 11          |                                |
| 2017                                                                          | Hydrograd - Pubblicato: 30 giugno 2017 - Etichetta: Roadrunner - Formati: CD, 2 CD, 2 LP, download digitale               | 8           | 2           | 70          | 4           | 42          | 87          | 40          | 6           | 34          | 4           | 5           |                                |
| "—" indica una pubblicazione non classificata o non pubblicata in quel Paese. | |             |             |             |             |             |             |             |             |             |             |             |                                |

### Album dal vivo
| Anno | Titolo |
| ---- | --- |
| 2007 | Live in Moscow - Pubblicato: 14 agosto 2007 - Etichetta: Roadrunner - Formati: download digitale                                |
| 2019 | Hello, You Bastards: Live in Reno - Pubblicato: 13 dicembre 2019 - Etichetta: Roadrunner - Formati: CD, 2 LP, download digitale |

## Extended play
| Anno | Titolo |
| ---- | --- |
| 2015 | Meanwhile in Burbank... - Pubblicato: 18 aprile 2015 - Etichetta: Roadrunner - Formati: 12", download digitale  |
| 2015 | Straight Outta Burbank - Pubblicato: 27 novembre 2015 - Etichetta: Roadrunner - Formati: 12", download digitale |
| 2018 | Hydrograd Acoustic Sessions - Pubblicato: 21 aprile 2018 - Etichetta: Roadrunner - Formati: 12"                 |

## Singoli
| Anno | Titolo                 | Classifiche | Classifiche | Classifiche | Classifiche | Classifiche | Classifiche | Classifiche | Classifiche | Classifiche | Classifiche | Certificazioni                                  | Album di provenienza         |
| Anno | Titolo                 | USA         | USA Adult   | USA Alt.    | USA Main.   | USA Rock    | AUS         | GER         | NLD         | NZ          | UK          | Certificazioni                                  | Album di provenienza         |
| --- | ---------------------- | ----------- | ----------- | ----------- | ----------- | ----------- | ----------- | ----------- | ----------- | ----------- | ----------- | ----------------------------------------------- | ---------------------------- |
| 2002 | Bother                 | 56          | 27          | 4           | 2           | ×           | 41          | —           | 40          | 43          | 28          | - CAN: Oro - USA: Oro                           | Stone Sour                   |
| 2003 | Inhale                 | —           | —           | —           | 18          | ×           | —           | —           | —           | —           | 63          |                                                 | Stone Sour                   |
| 2006 | Through Glass          | 39          | 12          | 2           | 1           | ×           | —           | 95          | 32          | 37          | 98          | - CAN: Platino (2) - UK: Argento - USA: Platino | Come What(ever) May          |
| 2006 | sillyworld             | —           | —           | 21          | 2           | ×           | —           | —           | —           | —           | —           |                                                 | Come What(ever) May          |
| 2007 | Made of Scars          | —           | —           | —           | 12          | ×           | —           | —           | —           | —           | —           |                                                 | Come What(ever) May          |
| 2007 | Zzyzx Rd.              | —           | —           | —           | 29          | ×           | —           | —           | —           | —           | —           |                                                 | Come What(ever) May          |
| 2010 | Mission Statement      | —           | —           | —           | —           | —           | —           | —           | —           | —           | —           |                                                 | Audio Secrecy                |
| 2010 | Say You'll Haunt Me    | 110         | —           | 8           | 1           | 1           | —           | —           | —           | —           | 198         |                                                 | Audio Secrecy                |
| 2010 | Digital (Did You Tell) | —           | —           | —           | 14          | 33          | —           | —           | —           | —           | —           |                                                 | Audio Secrecy                |
| 2010 | Hesitate               | —           | 25          | 32          | 6           | 21          | —           | —           | —           | —           | —           |                                                 | Audio Secrecy                |
| 2012 | Gone Sovereign         | —           | —           | —           | 49          | —           | —           | —           | —           | —           | —           |                                                 | House of Gold & Bones Part 1 |
| 2012 | Absolute Zero          | —           | —           | 28          | 2           | 26          | —           | —           | —           | —           | —           | - CAN: Oro                                      | House of Gold & Bones Part 1 |
| 2013 | Do Me a Favor          | —           | —           | —           | 4           | —           | —           | —           | —           | —           | —           | - UK: Argento                                   | House of Gold & Bones Part 2 |
| 2015 | The Dark               | —           | —           | —           | —           | —           | —           | —           | —           | —           | —           |                                                 | Fear Clinic Soundtrack       |
| 2017 | Song #3                | —           | —           | —           | 1           | 31          | —           | —           | —           | —           | —           | - CAN: Oro                                      | Hydrograd                    |
| "—" indica una pubblicazione non classificata o non pubblicata in quel Paese. "×" indica una classifica non ancora esistente. |                        |             |             |             |             |             |             |             |             |             |             |                                                 |                              |

## Altri brani entrati in classifica
| Anno | Titolo | Classifiche | Classifiche | Album di provenienza         |
| Anno | Titolo | USA Main.   | USA Rock    | Album di provenienza         |
| ---- | ------ | ----------- | ----------- | ---------------------------- |
| 2013 | Tired  | 1           | 50          | House of Gold & Bones Part 1 |

## Videografia

### Album video
| Anno | Titolo                                                                     |
| ---- | -------------------------------------------------------------------------- |
| 2012 | Live at Brighton - Pubblicato: 2012 - Etichetta: Roadrunner - Formati: DVD |

### Video musicali
| Anno | Titolo                       | Regista/i                      |
| ---- | ---------------------------- | ------------------------------ |
| 2002 | Get Inside                   | Hal Carter                     |
| 2002 | Bother                       | Gregory Dark                   |
| 2003 | Inhale                       | Gregory Dark e Corey Taylor    |
| 2006 | 30/30-150                    | P.R. Brown                     |
| 2006 | Through Glass                | Tony Petrossian                |
| 2007 | sillyworld                   | David Brucha                   |
| 2007 | Made of Scars                | Doug Spangenberg               |
| 2009 | Bother (Live)                |                                |
| 2010 | Say You'll Haunt Me          | P.R. Brown                     |
| 2010 | Digital (Did You Tell)       | P.R. Brown                     |
| 2010 | Hesitate                     | P.R. Brown e The Beta Movement |
| 2012 | Gone Sovereign/Absolute Zero | P.R. Brown                     |
| 2013 | Do Me a Favor                | Phil Mucci                     |
| 2013 | Tired                        |                                |
| 2016 | Zzyzx Rd.                    | Max Moore                      |
| 2017 | Fabuless                     | P.R. Brown                     |
| 2017 | Song #3                      | Ryan Valdez                    |